# Microporellidae
Famille
Microporellidae est une famille d'ectoproctes de l'ordre Cheilostomatida.

## Liste des genres
Selon World Register of Marine Species (23 mars 2016) :
- genre Adelascopora Hayward & Thorpe, 1988
- genre Calloporina Neviani, 1895
- genre Chronocerastes Gordon, 1989
- genre Diporula Hincks, 1879
- genre Fenestrulina Jullien, 1888
- genre Fenestruloides Soule, Soule & Chaney, 1995
- genre Flustramorpha Gray, 1872
- genre Microporella Hincks, 1877
- genre Microporelloides Soule, Chaney & Morris, 2003
- genre Tenthrenulina Gordon, 1984